# Trofeo Laigueglia 2021
Trofeo Laigueglia 2021 – 58. edycja wyścigu kolarskiego Trofeo Laigueglia, która odbyła się 3 marca 2021 na trasie o długości 202 km wokół miejscowości Laigueglia. Impreza kategorii 1.Pro była częścią UCI ProSeries 2021.

## Uczestnicy

### Drużyny
| WorldTeams (10)- Trek-Segafredo - Groupama-FDJ - Bahrain Victorious - AG2R Citroën Team - Movistar Team - Astana-Premier Tech - Cofidis - Intermarché-Wanty-Gobert Matériaux - Ineos Grenadiers - Deceuninck-Quick Step ProTeams (9)- Arkéa-Samsic - Gazprom-RusVelo - Androni Giocattoli-Sidermec - Team Novo Nordisk - Eolo-Kometa - Vini Zabù - Euskaltel-Euskadi - Bardiani CSF Faizanè - Delko Continental teams (6)- Work Service-Marchiol-Dynatek - Mg.k Vis VPM - General Store Essegibi F.lli Curia - Beltrami TSA-Tre Colli - Team Colpack-Ballan - Giotti Victoria-Savini Due |
| |

## Klasyfikacja generalna
| \| Klasyfikacja generalna \| Klasyfikacja generalna \| Klasyfikacja generalna \| Klasyfikacja generalna \| Klasyfikacja generalna \| \| Kolarz \| Kolarz \| Państwo \| Drużyna \| Czas \| \| ---------------------- \| ---------------------- \| ---------------------- \| ---------------------------------- \| ---------------------- \| \| 1. \| Bauke Mollema \| Holandia \| Trek-Segafredo \| 4h 57' 05" \| \| 2. \| Egan Bernal \| Kolumbia \| Ineos Grenadiers \| + 39" \| \| 3. \| Mauri Vansevenant \| Belgia \| Deceuninck-Quick Step \| + 39" \| \| 4. \| Clément Champoussin \| Francja \| AG2R Citroën Team \| + 39" \| \| 5. \| Giulio Ciccone \| Włochy \| Trek-Segafredo \| + 39" \| \| 6. \| Mikel Landa \| Hiszpania \| Bahrain Victorious \| + 39" \| \| 7. \| James Knox \| Wielka Brytania \| Deceuninck-Quick Step \| + 57" \| \| 8. \| Andrea Vendrame \| Włochy \| AG2R Citroën Team \| + 1' 01" \| \| 9. \| Biniam Girmay \| Erytrea \| Delko \| + 1' 01" \| \| 10. \| Lorenzo Rota \| Włochy \| Intermarché-Wanty-Gobert Matériaux \| + 1' 01" \| |                     |                 |                                    |            |
| |                     |                 |                                    |            |
| Źródło: ProCyclingStats |                     |                 |                                    |            |
| Klasyfikacja generalna |                     |                 |                                    |            |
| Kolarz | Kolarz              | Państwo         | Drużyna                            | Czas       |
| 1. | Bauke Mollema       | Holandia        | Trek-Segafredo                     | 4h 57' 05" |
| 2. | Egan Bernal         | Kolumbia        | Ineos Grenadiers                   | + 39"      |
| 3. | Mauri Vansevenant   | Belgia          | Deceuninck-Quick Step              | + 39"      |
| 4. | Clément Champoussin | Francja         | AG2R Citroën Team                  | + 39"      |
| 5. | Giulio Ciccone      | Włochy          | Trek-Segafredo                     | + 39"      |
| 6. | Mikel Landa         | Hiszpania       | Bahrain Victorious                 | + 39"      |
| 7. | James Knox          | Wielka Brytania | Deceuninck-Quick Step              | + 57"      |
| 8. | Andrea Vendrame     | Włochy          | AG2R Citroën Team                  | + 1' 01"   |
| 9. | Biniam Girmay       | Erytrea         | Delko                              | + 1' 01"   |
| 10. | Lorenzo Rota        | Włochy          | Intermarché-Wanty-Gobert Matériaux | + 1' 01"   |